# 佩勒卡農戰役
佩勒卡農戰役（1329年6月10日-11日），又稱佩勒坎努姆戰役，為拜占庭－鄂圖曼戰爭之尼西亞之圍的一部分，由鄂圖曼帝國的奧爾汗一世率領的鄂圖曼軍隊交戰拜占庭帝國的安德洛尼卡三世率領的拜占庭軍隊。最終拜占庭軍隊敗陣，只好放棄解救被鄂圖曼帝國包圍的安納托利亞城市。

## 背景
在1328年安德洛尼卡三世繼位之時，拜占庭帝國在安那托利亞的領土，從原本擁有幾乎整個今土耳其西部急速縮小至愛琴海沿岸的幾個分散的前哨和尼科米底亞周圍的一個小核心省份，距離首都君士坦丁堡僅約150公里，而直到最近，鄂圖曼才剛剛佔領了普魯薩（今稱布爾薩）。是以，安德洛尼卡三世決定要解除尼科米底亞與尼西亞之圍，並希望讓邊境能夠恢復平靜。

## 衝突與結果
很快地，安德洛尼卡三世與“大统帅”約翰·坎塔库泽努斯一同領大約4000人的兵：這是他們能召來的最多的兵力，他們沿著馬爾馬拉海向尼科米底亞進發。佩勒卡農那邊，由奧爾汗一世率領的鄂圖曼軍隊於山上紮營，藉以獲得戰略地理優勢，並封鎖了通往尼科米底亞的道路。6月10日，奧爾汗派出300名馬弓手下山，試圖將拜占庭軍隊引上來，但後者不願繼續進一步推進並趕走之，之後雙方便一直對峙到夜幕降臨。拜占庭軍隊打算撤軍，但鄂圖曼不給他這個機會，導致後來安德洛尼卡三世與約翰·坎塔库泽努斯都受了輕傷，但因為關於皇帝戰死或身負重傷的傳言四起導致軍心大亂，最終從撤退演變成潰敗，並使拜占庭軍隊傷亡慘重。約翰·坎塔库泽努斯帶著倖存的軍隊乘船返回君士坦丁堡。

## 後果
佩勒卡農戰役為拜占庭皇帝首次遇見鄂圖曼貝伊的時候。一場戰爭對軍心的影響，遠比戰爭本身還要重要，在該戰役中，全副武裝、紀律嚴明的拜占庭軍軍隊卻在不正規的輕武裝突厥人面前逃跑了，因此導致收復運動被停止，至此之後拜占庭軍隊未能試圖再次奪回亞洲領土。尼科米底亞和尼西亞這兩個前帝國之首都之圍並沒有緩解，拜占庭對博斯普魯斯海峽的控制權也因此出現動搖。爾後鄂圖曼分別於1331年與1337年占領尼西亞與尼科米底亞，並以安納托利亞為基礎，並最終得以橫掃拜占庭帝國。兩城的原居民很快就融入了日益壯大的鄂圖曼帝國，其中許多人在1340年便已改信伊斯蘭教。隨著鄂圖曼佔領了這些城市並征服卡拉斯王朝，鄂圖曼完成了對比提尼亞和安納托利亞西北角的征服。

## 註腳
1. ↑  Pitcher, Donald Edgar. An Historical Geography of the Ottoman Empire from Earliest Times to the End of the Sixteenth Century （页面存档备份，存于）, Brill Archive, 1972, p.38.
2. ↑  Shaw, Stanford J. History of the Ottoman Empire and Modern Turkey, vol 1 （页面存档备份，存于）, Cambridge University Press, 1976, p.15.
3. ↑  Heath, Ian and Angus McBride, Byzantine Armies 1118–1461 AD. Osprey Publishing, 1995, 8.
4. 1 2 3 4 5 6  Treadgold, p.761.
5. 1 2  Bartusis, The Late Byzantine Army, p. 91 "In June 1329 he [Andronicus III] and Kantakouzenos led a major expedition into Asia with 2,000 soldiers from Constantinople, and something less than this number from Thrace. At Pelekanos their army encountered the forces of Orhan, Osman's son and successor, encamped with about 8,000 men."
6. 1 2 3 4 5 6 7  Nicol, Donald M. . Cambridge University Press. 2002: 32–33. ISBN 9780521522014.
7. ↑  Kyriakidis, Savvas. . BRILL. 2011: 204. ISBN 9789004206663.
8. 1 2  Finlay, George. . Blackwood, Harvard University. 1854: 530.
9. 1 2  Nicol, Donald M. . Cambridge University Press. 1993: 171. ISBN 9780521439916.